# Genetta tigrina
La genetta del Capo (Genetta tigrina  Schreber, 1776) è un carnivoro della famiglia dei viverridi diffuso in Sudafrica

## Descrizione

### Dimensioni
Carnivoro di medie dimensioni, con la lunghezza della testa e del corpo tra 480 e 540 mm, la lunghezza della coda tra 380 e 540 mm, la lunghezza del piede tra 60 e 105 mm, la lunghezza delle orecchie tra 41 e 65 mm e un peso fino a 3,2 kg.

### Aspetto
Il colore del corpo varia dal biancastro al bianco-grigiastro, spesso con dei riflessi giallo-ocra. Una striscia dorsale scura mediana si estende dalle spalle alla base della coda. Lungo i fianchi si estendono diverse file di macchie grandi e ben distanziate, che variano dal nerastro al rossastro. Inoltre sono presenti due bande scure che si estendono dalla nuca per curvarsi verso il basso lungo le spalle, dove si trasformano in una fila di macchie. Ognuna di queste bande è affiancata da una più indistinta. Sul muso sono presenti due macchie bianche sotto gli occhi e una marrone scura alla base delle vibrisse. Una banda longitudinale si estende dal lato interno di ogni occhio fino alla fronte. Le parti ventrali sono più chiare. Il mento è bianco. Le parti inferiori degli arti anteriori sono privi di macchie e dello stesso colore delle parti dorsali. Le parti inferiori delle zampe posteriori sono simili. I piedi sono solitamente nerastri. La coda è lunga quanto la testa ed il corpo, varia dal nerastro al rossastro ed ha 6-8 anelli bianco-grigiastri. L'estremità è nera. Le femmine hanno 2 paia di mammelle addominali.

## Biologia

### Comportamento
È una specie notturna e solitaria. Durante il giorno si rifugia in crepacci, buche, alberi caduti e altri luoghi simili. Si nutre principalmente al suolo, tuttavia è un'agile arrampicatrice.

### Alimentazione
Si nutre principalmente di insetti e piccoli mammiferi, incluse le talpe dorate e i pipistrelli. Inoltre fanno parte della sua dieta piccoli invertebrati, uccelli, rane e frutta. Talvolta fa irruzione nei pollai.

### Riproduzione
La gestazione dura 70 giorni. Le femmine danno alla luce fino a 5 piccoli alla volta, principalmente tra agosto e marzo. I nascituri aprono gli occhi dopo 10 giorni. Diventano adulti dopo 11 mesi.

## Distribuzione e habitat
Questa specie è diffusa nel Sudafrica.

Vive in zone densamente alberate e con presenza d'acqua come il fynbos. Talvolta è presente anche in boscaglie, praterie e arbusteti durante la ricerca di cibo.

## Tassonomia
Sono state riconosciute 2 sottospecie:
- G.t.tigrina: province sudafricane del Capo Occidentale e del Capo Orientale;
- G.t.methi (Roberts, 1948): provincia sudafricana del KwaZulu-Natal meridionale.

## Conservazione
La IUCN Red List, considerato il vasto areale, la popolazione numerosa e la presenza in diverse aree protette, classifica G.tigrina come specie a rischio minimo (Least Concern).